# Ronde van Keulen 2025
De 107e editie van de wielerwedstrijd Ronde van Keulen vond plaats op 18 mei 2025. De 142 deelnemers moesten een parcours van 181 kilometer in en rond Keulen afleggen. De wedstrijd maakte deel uit van de UCI Europe Tour, met de categorie 1.1. De Brit Matthew Brennan won de wedstrijd in een sprint, voor de Eritreër Biniam Girmay en Itamar Einhorn uit Israël.

## Uitslag
| Plaats  | Naam                | Ploeg                      | Tijd     |
| ------- | ------------------- | -------------------------- | -------- |
| Winnaar | Matthew Brennan     | Visma \| Lease a Bike Dev. | 3u56'56" |
| 2       | Biniam Girmay       | Intermarché-Wanty          | z.t.     |
| 3       | Itamar Einhorn      | Israel-Premier Tech        | z.t.     |
| 4       | Henri Uhlig         | Alpecin-Deceuninck         | z.t.     |
| 5       | Milan Menten        | Lotto                      | z.t.     |
| 6       | Amaury Capiot       | Arkéa-B&B Hotels           | z.t.     |
| 7       | Pavel Bittner       | Picnic PostNL              | z.t.     |
| 8       | Lucas Boniface      | TotalEnergies              | z.t.     |
| 9       | Jordi Meeus         | Red Bull-BORA-hansgrohe    | z.t.     |
| 10      | Valentin Retailleau | TotalEnergies              | z.t.     |
| 11      | Hugo Hofstetter     | Israel-Premier Tech        | z.t.     |
| 12      | Marius Mayrhofer    | Tudor                      | z.t.     |
| 13      | Sente Sentjens      | Alpecin-Deceuninck         | z.t.     |
| 14      | Bartłomiej Proć     | Run & Race-Wibatech        | z.t.     |
| 15      | Jonathan Rottmann   | REMBE \| rad-net           | z.t.     |
| 16      | Bruno Kessler       | REMBE \| rad-net           | z.t.     |
| 17      | Bjoern Koerdt       | Picnic PostNL              | z.t.     |
| 18      | Hugo Page           | Intermarché-Wanty          | z.t.     |
| 19      | Brent Van Moer      | Lotto                      | z.t.     |
| 20      | Joshua Huppertz     | Lotto Kern-Haus PSD Bank   | z.t.     |
|         |                     |                            |          |
| 26      | Huub Artz           | Intermarché-Wanty          | z.t.     |

1990 · 
1991 · 
1992 · 
1993 · 
1994 · 
1995 · 
1996 · 
1997 · 
1998 ·
1999 · 
1990 · 
2000 · 
2001 · 
2002 · 
2003 · 
2004 · 
2005 · 
2006 · 
2007 · 
2008 ·
2009 · 
2010 · 
2011 · 
2012 · 
2013 · 
2014 · 
2015 · 
2016 · 
2017 · 
2018 · 
2019 ·
2020 ·
2021 ·
2022 ·
2023 ·
2024